# El naixement de Maria (Murillo)
El naixement de Maria és una obra del pintor Bartolomé Esteban Murillo, realitzada originàriament el 1660 per a la capella de la Concepció de la Catedral de Sevilla. Actualment es troba al Museu del Louvre de París.

## Història
Durant l'ocupació francesa de Sevilla, en el marc de la invasió napoleònica a Espanya, el Tresor catedralici va ser objecte d'un espoli perpetrada per les tropes del mariscal francès Nicolas Jean de Dieu Soult. Una de les obres confiscades pel militar va ser la Immaculada de Soult i El naixement de Maria, de Murillo. En principi, el francès pensava obtenir la Visió de Sant Antoni de Pàdua, però el capítol de la catedral va proposar intercanviar-la per El naixement de Maria, i l'obra va romandre en la capella de Sant Antoni.

## Anàlisi
És una de les obres més importants en la producció artística de Murillo, qui es va basar en models de la vida quotidiana d'Andalusia per realitzar el quadre. Llevat de la presència dels àngels, no existeix cap més clau que es tracta d'un quadre de tema religiós.
La figura de la Verge Maria centra tota la composició, sostinguda als braços de diverses dones. Així crea efectes atmosfèrics a les escenes laterals, més endarrerides i amb focus de llum autònoms, on apareixen santa Anna a l'esquerra, en un llit sota dosser, contrastant la seva tènue il·luminació amb la de la cadira situada en primer terme a contraclaror, i dues donzelles a la dreta eixugant els bolquers al foc d'una xemeneia. Aquesta jerarquització està curosament estudiada per les llums, recorda crítics com Diego Angulo Íñiguez la pintura flamenca i en concret la pintura de Rembrandt, que Murillo va poder conèixer a través d'estampes o també per la presència d'alguna de les seves obres en col·leccions sevillanes, com la de Melchor de Guzmán (marquès de Villamanrique, de qui se sap que posseïa un quadre procedent de la inauguració de l'església de Santa María la Blanca.